# Kaveri
Der oder die Kaveri (Kannada: ಕಾವೇರಿ Kāvēri, Tamil: காவிரி Kāviri; früher auch anglisiert Cauvery, seltener Kavery) ist ein Fluss im Süden Indiens.

## Verlauf
Der Kaveri entspringt in den Brahmagiri-Bergen der Westghats westlich von Madikeri im Distrikt Kodagu (Coorg), Bundesstaat Karnataka, in einer Höhe von 1341 m und fließt dann in zumeist östlicher oder südöstlicher Richtung durch Karnataka und Tamil Nadu zur Koromandelküste, wo sie in einem breit gefächerten Delta in den Golf von Bengalen mündet. Das Einzugsgebiet umfasst 81.155 km², wobei 34.273 km² auf Karnataka, 43.856 km² auf Tamil Nadu, 2.866 km² auf Kerala und 160 km² auf das Unionsterritorium Puducherry entfallen. Die Gesamtlänge des Flusses von der Quelle bis zur Mündung beträgt 800 km, davon 320 in Karnataka und 416 in Tamil Nadu. Über 64 Kilometer bildet der Fluss die Grenze zwischen beiden Bundesstaaten. Größere Städte an ihren Ufern sind Erode, Tiruchirappalli, Thanjavur, Kumbakonam und Karaikal.
Bei Shivanasamudram zweigt sich der Fluss auf und mündet in die 91 m hohen Shivanasamudra-Fälle. Danach vereinigen sich die beiden Wasserläufe wieder und der Fluss nimmt seinen Lauf durch eine weite Schlucht, die den Namen Mekedatu („Ziegensprung“) erhalten hat. Auf einer Länge von 64 Kilometern bildet der Kaveri die Grenze zwischen Karnataka und Tamil Nadu. Bei den Hogenakkal-Fällen nimmt sie eine südliche Richtung und wird durch den Mettur-Staudamm aufgestaut. 45 Kilometer flussabwärts davon erhält sie mit der Bhavani einen größeren rechtsseitigem Zufluss und nimmt danach einen Verlauf nach Osten durch die Ebenen Tamil Nadus, wo sie zwei weitere rechtsseitige Zuflüsse, Noyil und Amaravathi aufnimmt. Hierbei weitet sich das Flussbett mit ausgedehnten Sandbänken zur Akhanda Kaveri. Nach Durchquerung des Distrikts Tiruchirappalli zweigt sich der Fluss erneut über einen Abschnitt von 16 Kilometern auf, wobei der nördliche Zweig die Bezeichnung Kollidam (Coleron) trägt (der südliche Zweig trägt weiter den Namen Kaveri). Dies markiert den Beginn des Kaveri-Deltas. Das durch die beiden Flussarme eingeschlossene Landstück ist als Srirangam Island bekannt. Am südlichen Zweig findet sich der Kallanai-Damm, dessen Anfänge auf die Zeit des Chola-Reichs zurückreichen. Nach dem Damm trennt sich der Kaveri in die beiden Flüsse Kaveri und Vennar, die zusammen mit dem Kollidam zahlreiche Verästelungen untereinander ausbilden und damit das Kaveri-Delta formen.

## Stauseen
Der Kaveri ist zur Trockenzeit nur teilweise schiffbar, spielt aber eine wichtige Rolle für den Bewässerungsfeldbau sowie für die Energieerzeugung. Zu diesen Zwecken wird der Fluss mehrfach gestaut. Die größten Stauseen sind der Krishnarajasagara-Stausee nahe Mysuru in Karnataka und der Stanley-Stausee bei Mettur in Tamil Nadu. Letzterer wird auch für die Binnenfischerei genutzt. Seit Jahren besteht ein Streit um die Wasserverteilung zwischen den Bundesstaaten Karnataka und Tamil Nadu (Kaveri River water dispute).

## Naturschutzgebiete
Im Ranganathittu-Vogelschutzgebiet Shrirangapattana leben u. a. Störche (Buntstörche), Ibisse (Schwarzkopfibisse), Löffler, Kormorane, Reiher, Hinduseeschwalben (Sterna aurantia), Eisvögel und Sumpfkrokodile.

## Geschichte

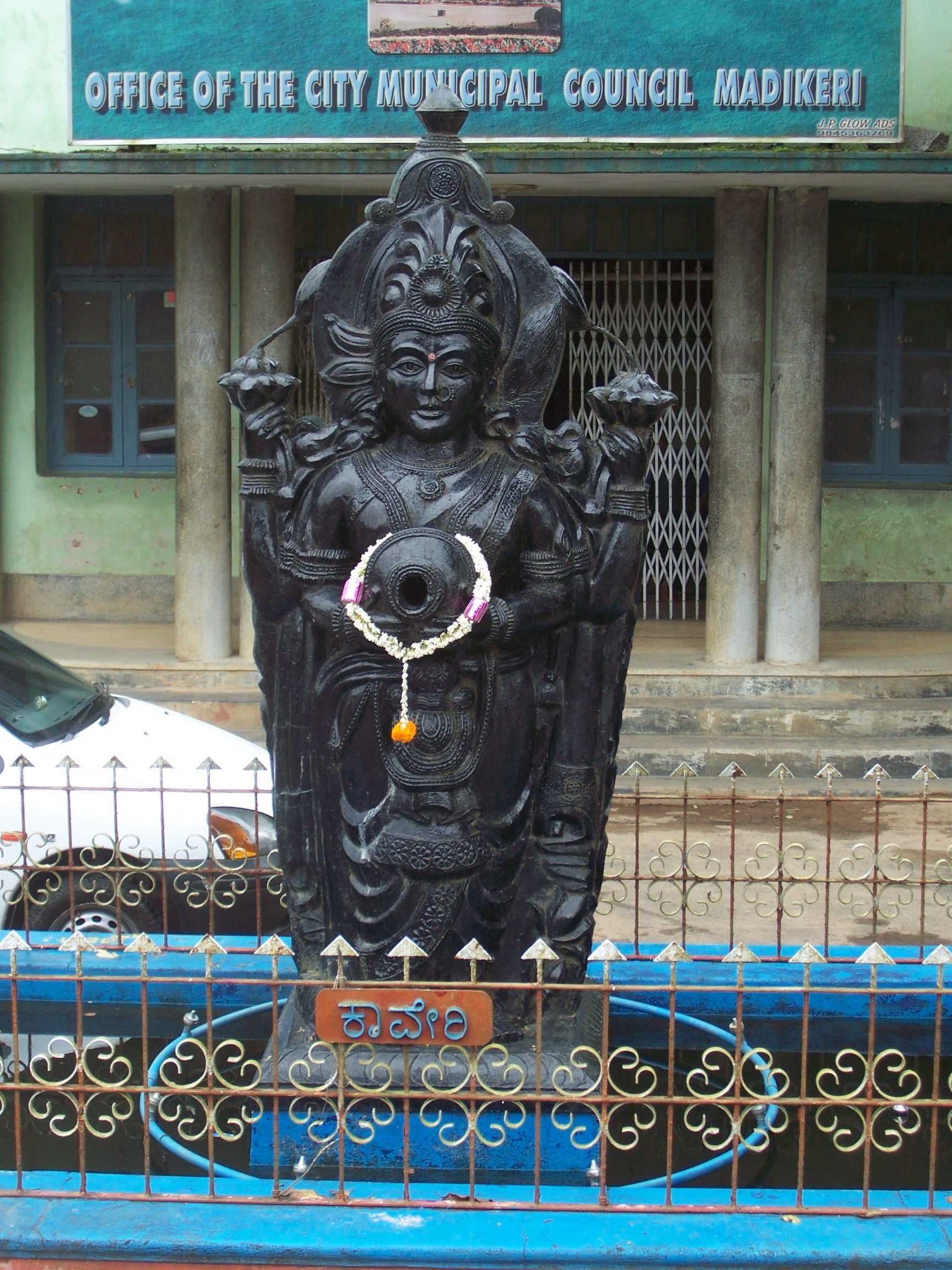
Statue der Flussgöttin Kaveri in Madikeri. Ihr Name steht auf Kannada auf dem Sockel.

Vom 6. bis zum 8. Jahrhundert bildete der Kaveri die Grenze zwischen den Herrschaftsgebieten der Pallava im Norden (Hauptstadt Kanchipuram) und der Pandyas im Süden (Hauptstädte Korkai, Thoothukudi und Madurai). Unter den vom 9. bis ins 13. Jahrhundert hinein regierenden Chola war Südindien vereinigt.

## Bedeutung
Der Kaveri gilt den Hindus als heilig und wird daher auch als Dakshina Ganga („Ganges des Südens“) bezeichnet. Ihre Quelle ist ein wichtiger Pilgerort (Talakaveri). Sie bildet mehrere große Flussinseln, von denen drei ebenfalls von besonderer religiöser Bedeutung sind: Shrirangapattana und Shivanasamudram in Karnataka sowie Srirangam in Tamil Nadu.